# 张心沛
张心沛（?—?），籍贯不详，哲学家，曾在日本占领华北时期任华北政务委员会教育总署署长、北京图书馆馆长等职务。

## 生平
张心沛原来据说是新桂系李宗仁的部属。日军占领华北后，他任北京市教育局長兼文化局長。1940年周作人担任华北政务委员会教育总署督办之后，教育总署署长兼秘书主任方宗鳌调出该署以筹备成立北京大学法学院，时任北京市教育局長兼文化局長的张心沛遂接任署长兼秘书主任。1943年2月3日，周作人辞去北京图书馆馆长职务，秘书主任王钟麟也随之辞职。教育总署遂派署长张心沛任馆长，但张心沛因病并未到馆，并于同年2月8日辞职。1945年夏，教育总署署长张心沛去职，到北京大学图书馆任馆长，1945年抗日战争胜利后即去职。
籍贯：广西。留日博士。1928年7月-11月北京师大附中校长。解放后被以汉奸罪逮捕，在狱中翻译资料。文革前假释，后饥寒交迫和被斗，服毒自杀。
此后其生平不详。

## 著作
- 张心沛，相对性理论与哲学之交涉，载 中华学艺社编，自然科学之革命思潮，上海：商务印书馆，1926年
- 张心沛，康德先验演绎论之中心问题，学艺(日本) ，1924年第6卷第5号
- 张心沛，康德之目的论，学艺(日本) ，1924年第6卷第5号